# Stèle au 6e régiment d'artillerie à pied
La stèle au 6e régiment d'artillerie à pied est un monument élevé sur le site du champ de bataille de Waterloo en Belgique à la mémoire du 6e régiment d'artillerie à pied français du colonel Hulot.

## Localisation
La stèle se situe sur le territoire de Plancenoit, village de la commune belge de Lasne, dans la province du Brabant wallon.
Elle se dresse le long de la chaussée de Charleroi, à environ 200 m au nord de la ferme de la Belle-Alliance et à 450 m au nord-ouest du poste d'observation de Napoléon.

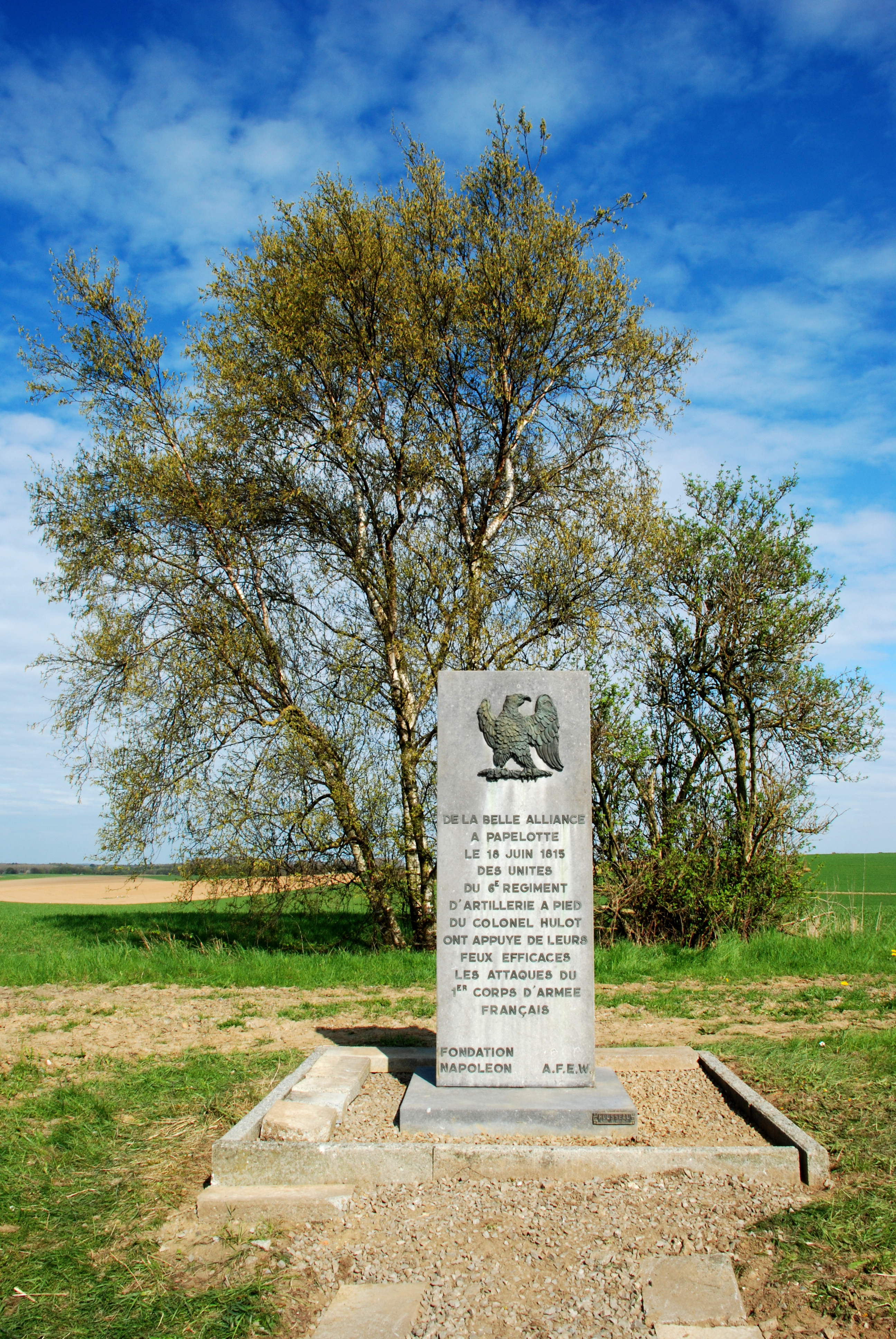

## Historique
La stèle marque de façon très approximative l'endroit où les unités du 6e régiment d'artillerie à pied du colonel Hulot appuyèrent les attaques du 1er corps d'armée français le 18 juin 1815.
Elle a été érigée par la Fondation Napoléon et l'Association Franco-Européenne de Waterloo (A.F.E.W.) et inaugurée le 7 novembre 1992.

## Description

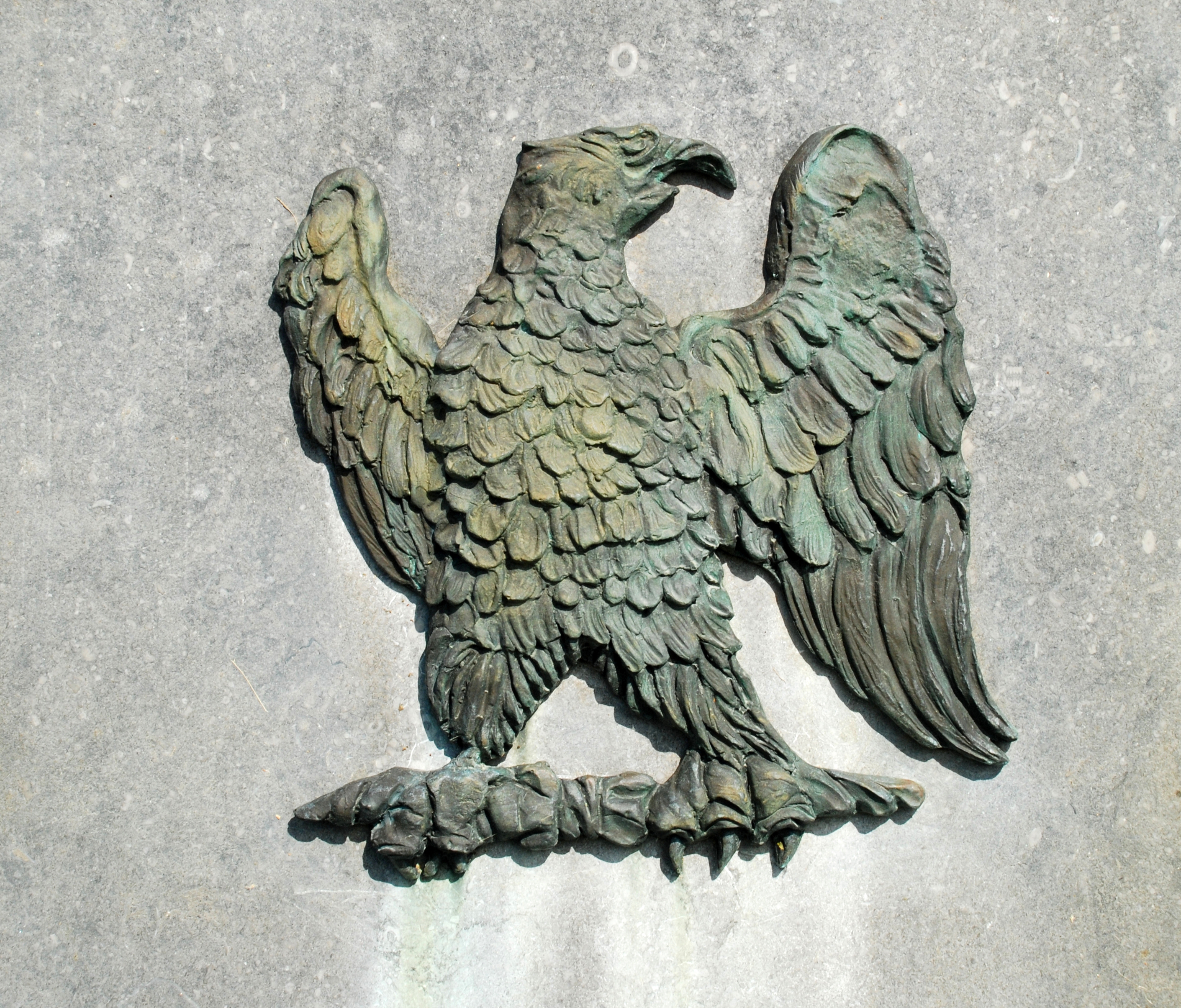
L'aigle napoléonienne.

Le monument est une simple stèle en pierre bleue portant un hommage au 6e régiment d'artillerie à pied, surmonté de l'aigle napoléonienne :

« De la Belle-Alliance

À Papelotte

Le 18 juin 1815

Des Unités

Du 6e Régiment

d'artillerie à pied

Du Colonel Hulot

Ont Appuyé de Leurs

Feux Efficaces

Les Attaques du

1er Corps d'Armée

Français »